# Cotinguiba Esporte Clube
Cotinguiba Esporte Clube é um clube poliesportivo brasileiro. Sua sede situa-se na capital do Estado de Sergipe, na Região Nordeste do Brasil. O clube foi fundado no dia 10 de outubro de 1909 bairro do São José da Capital.
Seu mascote é o tubarão, devido a várias conquistas no remo. Manda seus jogos no estádio Wellington Elias e na Arena Batistão, apelidado pela torcida como Alçapão. Tem como principais títulos o seis troféus do Campeonato Sergipano de Futebol, seis do Torneio Início e um do Sergipano Série A2.
O Cotinguiba tem também tradição no basquete onde foi campeão do Campeonato Sergipano, nas edições de 1938 e 1947. O Alvianil se consagra no remo, é o clube que mais vezes venceu o campeonato estadual da modalidade com 38 conquistas sendo dez de forma consecutiva.
O Cotinguiba tem como maiores rivais o Sergipe, Confiança, Vasco-SE ambos da capital, além de travar grandes jogos contra a Itabaiana.

## História
Primeiro foram as Garagens, lugar de guarda dos barcos. A Garagem do Cotinguiba estava mais ao sul, no lugar onde está, hoje, a sede do clube, na avenida Augusto Maynard, na esquina com a avenida Beira Mar. A Garagem do Sergipe estava um pouco antes, no local onde depois foi construído o Edifício Olímpio Campos. Próximo das duas Garagens estava a região conhecida como Carvão ou Carvãozinho, local onde houve um Depósito de Inflamáveis, e onde foi construído, na década de 1950, o Iate Clube de Aracaju.
A Curva do Carvão era um ponto das disputas das regatas dos dois clubes, o outro era a Ponte do Imperador, na praça Fausto Cardoso. Em 1 de janeiro de 1910, o Sergipe mostrou sua canoa Nereida, exibindo-se nas águas do rio Sergipe, durante a Festa de Bom Jesus dos Navegantes. A primeira disputa entre os dois clubes ocorreu no dia 11 de junho de 1910, quando o Sergipe conquistou a vitória. O remo virou coqueluche, eram muitos os jovens, de famílias abastadas, da classe média e das camadas mais simples, que se alistavam para formar equipes, tomarem as canoas de quatro e mais remos, e disputar regatas.
O futebol veio logo depois, em 1916, quando foi criada a Liga Desportiva Sergipana, e era praticado na Praça da Conceição, primitivo nome da praça Pinheiro Machado, que depois passou a ser denominada de Praça Tobias Barreto, com um monumento ao centro, em homenagem ao gênio sergipano. Os rivais do remo, das regatas, passavam a ser, também, rivais no futebol.
Em 1918 começam, precariamente, os Campeonatos e o Cotinguiba saiu na frente, conquistando o 1º título. No ano seguinte, 1919, não houve campeonato, mas os dois clubes ganharam um terreno, cedido por Adolfo de Faro Rollemberg, para ser preparado e utilizado como campo de futebol. Foi o Campo do Adolfo, que durante pelo menos três décadas sediou as partidas de futebol, abrigou desfiles cívicos e estudantis, festas e outros eventos. Em 1920 o Cotinguiba ganhou de novo.
Em 1921 o campeão foi o Industrial, formado e mantido pela Fábrica Sergipe Industrial, com o Sergipe sendo vice-campeão. A partir de 1922 o Sergipe ganhou o campeonato, o campeonato do Centenário da Independência do Brasil, iniciando a maior série de vitórias do futebol sergipano. Um apanhado feito por Alencar Filho, do seu Caleidoscópio (Aracaju: SUCA, 1984) mostra que entre 1918 e 1983 o Sergipe conquistou 20 campeonatos, enquanto o Cotinguiba ganhou 9 campeonatos.
Com o passar do tempo, a rivalidade caia e terminava desaparecendo. É quando entra em cena a Associação Desportiva Confiança, que passa a ser o principal rival do Clube Esportivo Sergipe. Tal fato coincide com a implantação do profissionalismo do futebol sergipano, o que significa mais exigências, compromissos, formação de equipes remuneradas, a corrida em busca do público pagante para lotar os estádios e dos auxílios do Poder Público, que é, em si, um capítulo da história do futebol em Sergipe.
Outras equipes, do passado mais distante, e mais próximas da lembrança dos torcedores, entraram e saíram da ribalta futebolística: Santa Cruz, de Estância, Ipiranga e Socialista, de Maruim, dentre outros. O Confiança, a Associação Olímpica de Itabaiana, e o Sergipe passam a dividir os adeptos do futebol. O Cotinguiba manteve sua sede social, promoveu festas, praticou outros esportes, ainda hoje tem remo, mas afastou-se do futebol, deixando na memória dos sergipanos as jornadas vitoriosas que empreendeu.

## Estrutura

### Estádio
Em seus primeiros anos de vida, o Cotinguiba disputava partidas num campo de futebol que se localizava na Praça da Conceição (Atual Praça Pinheiro Machado), em Aracaju. Porém, o projeto de construção de um estádio em Aracaju foi perseguido desde que o futebol começou a ser praticado na capital. Em 1920, a prefeitura da capital  começou a construção do Estádio Adolfo Rollemberg, foi lá que o Cotinguiba consquistou todos os seus 13 títulos principais, sendo seis Sergipão, seis Torneio Início e um Municipal.
Em 1969, a Arena Batistão foi erguida, lá o Cotinguiba travou grandes duelos contra seus principais rivais e sendo campeão sergipano da Série A2 de 1993, sua última partida lá foi em 2008 pela Série A2.[carece de fontes?]

### Ginásio
O Ginásio de Esportes Pres. Armando Rollemberg, localiza-se dentro da sede do clube, tem capacidade para pouco mais de 500 pessoas. Lá o clube faz trabalhos nas diversas modalidades esportivas, além de bailes.[carece de fontes?]

### Sede Social
A Sede Social do Cotinguiba localiza-se em terreno de importância histórica para o clube. Local de grandes bailes e disputas nas diversas modalidades, fica localizado na Av. Augusto Maynard, 13, São José - Aracaju-SE CEP: 49015-380.[carece de fontes?]

## Rivalidade

### Cotinguiba vs Sergipe
A maior rivalidade do Cotinguiba ainda é com o Club Sportivo Sergipe. Essa rivalidade teve início no dia 17 de outubro de 1909 quando foi fundado seu rival, por desentendimento entre sócios do Tubarão. Nesta data, no futebol os clubes se enfrentaram em amistosos na categoria amador só em 1916, no futebol o primeiro aconteceu no estadual em 11 de agosto de 1918, confronto vencido por 2 x 1 pelo Tubarão em plena Praça Pinheiro Machado. Desde nos primeiros anos o Cotinguiba reinou soberano nos derbys e massacrava o time rival por diversas oportunidades, mas com os anos a disputava ficava mais acirrada tendo o time rubro abrindo vantagens. A maior goleada ocorreu em 1996 quando o time Sergipe derrotou o Tubarão por 7 a 0 no saudoso Batistão pelo estadual daquele ano.[carece de fontes?]
A rivalidade começou a perder força já na década de 50 com a fundação do Confiança, com um poder aquisitivo maior devido a Fábrica Confiança o Tubarão começou a perder espaço no futebol sergipano, sendo hoje considerado a terceira força da capital. Portanto o Clássico Vovô nunca mais voltou a ser jogado desde a queda do Cotinguiba para a Série A2.[carece de fontes?]
Até o momento, os clubes se enfrentaram por em mais de 100 oportunidades. A equipe rubra leva enorme vantagem sobre o Cotinguiba: os dados deste clássico esta escassos e necessita de um levantamento histórico.[carece de fontes?]

## Símbolos

### Mascote

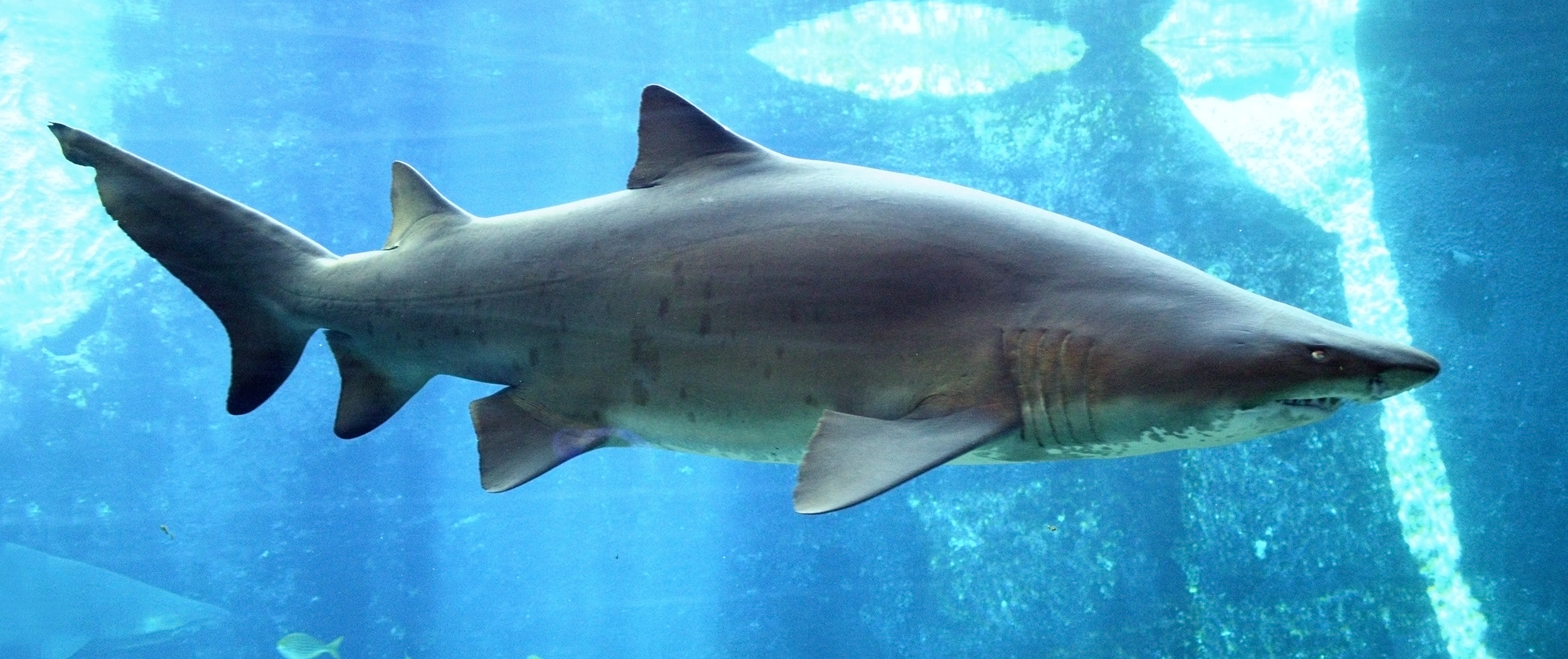
Tubarão

A escolha do Tubarão como mascote do clube tem relação com os esportes aquáticos do clube, por ser um animal com uma alta velocidade. É pouco encontrado no estado mas devido o clube ser o maior campeão no remo na década de 1970 os jornalistas locais começaram a chamar o clube de Tubarão da Praia.

## Títulos no Futebol

### Futebol
| Estadual            | Estadual             | Estadual | Estadual                             |
|                     | Competição           | Títulos  | Temporadas                           |
| ------------------- | -------------------- | -------- | ------------------------------------ |
|                     | Campeonato Sergipano | 6        | (1918, 1920, 1923, 1936, 1942, 1952) |
|                     | Torneio Início       | 6        | (1920, 1928, 1929, 1933, 1934, 1948) |
|                     | Sergipano Série A2   | 1        | (1993)                               |
| Municipal           |                      |          |                                      |
|                     | Competição           | Títulos  | Temporadas                           |
|                     | Campeonato Municipal | 1        | (1957)                               |
|                     | Títulos oficiais     | 14       | 13 Estaduais, 1 Municipal            |
| Categorias de Bases |                      |          |                                      |
|                     | Competição           | Títulos  | Temporadas                           |
| Sergipe             | Sergipano Sub-17     | 3        | (2004, 2005, 2007)                   |
| Sergipe             | Sergipano Sub-15     | 2        | (2005, 2011)                         |
| Sergipe             | Sergipano Sub-13     | 2        | (2007, 2011)                         |
|                     | Títulos oficiais     | 7        | 7 Estaduais                          |

## Estatística

### Participações
|  | Participações em 2024 |

| Competição | Competição           | Temporadas | Melhor campanha   | Estreia | Última | P | R |
| Sergipe    | Campeonato Sergipano | 30*        | Campeão (7 vezes) | 1918    | 1996   |   | 2 |
| Sergipe    | Série A2             | 10*        | Campeão (1993)    | 1985    | 2024   | 2 | 1 |
| Sergipe    | Série A3             | 1          | Estreia           | 2025    |        |   |   |

- OBS: Apenas tem dados concretos de participações apenas do CS Sergipe que participou de todas as edições, entre os anos 1918 á 2000 os dados são escassos pelo fato da FSF e clubes não ter um banco de dados históricos dos seus certames. Alguns historiadores estão pesquisado esses dados para complementar o artigo futuro.

### Últimas dez temporadas
Legenda:
| Campeão Vice-campeão Eliminado nas semifinais | Campeão e promovido à divisão superior Vice-campeão e/ou promovido à divisão superior Rebaixado à divisão inferior | Classificado à fase de grupos da Copa Libertadores Classificado à fase preliminar da Copa Libertadores Classificado à Copa Sul-Americana |

### Campanhas de destaque
| DESTAQUES                       | DESTAQUES                                               |
| Competição                      | Resultados                                              |
| ------------------------------- | ------------------------------------------------------- |
| Campeonato Sergipano            | Vice-campeão (1922, 1976, 1979), Rebaixado (1984, 1996) |
| Campeonato Sergipano – Série A2 | 3º Colocado (1985, 2005)                                |

| Aumento | Promovido à divisão superior |
| Baixa   | Rebaixado à divisão inferior |

### Desempenho em Competições
| Ano  | 1918 | 1920 | 1922 | 1923 | 1924 | 1927 | 1928 | 1933 | 1934 | 1935 |
| ---- | ---- | ---- | ---- | ---- | ---- | ---- | ---- | ---- | ---- | ---- |
| Pos. | 1º   | 1º   | 2º   | 1º   | ?    | ?    | ?    | ?    | ?    | ?    |
| Ano  | 1936 | 1937 | 1940 | 1941 | 1942 | 1946 | 1947 | 1948 | 1950 | 1951 |
| Pos. | 1º   | ?    | ?    | ?    | 1º   | ?    | ?    | ?    | ?    | ?    |
| Ano  | 1952 | 1972 | 1975 | 1976 | 1977 | 1979 | 1983 | 1994 | 1995 | 1996 |
| Pos. | 1º   | 10º  | 4º   | 2º   | 4º   | 2º   | ?    | 7º   | 4º   | 9º   |

| Ano  | 1985 | 1993 | 1997 | 2001 | 2005 | 2007 | 2008 | 2012 | 2015 | 2024 |
| ---- | ---- | ---- | ---- | ---- | ---- | ---- | ---- | ---- | ---- | ---- |
| Pos. | 3º   | 1º   | 4º   | 4º   | 4º   | 5º   | 8º   | 7º   | 12º  | 20º  |

| Estadual              | Estadual | Estadual        | Estadual |
| Competição            | Títulos  | Temporadas      |          |
| --------------------- | -------- | --------------- | -------- |
| Sergipano de Basquete | 2        | (1938) e (1947) |          |
| Títulos oficiais      | 2        | 2 Estaduais     |          |

|  | Participações em 2021 |

| Competição | Competição         | Temporadas | Melhor campanha | Estreia | Última | P | R |
| Sergipe    | Sergipano Feminino | 1          | 3º Lugar (2021) | 2021    | 2022   |   |   |

| Últimas dez temporadas do Cotinguiba Esporte Clube |                       |                       |                       |                       |                       |                       |                       |                       |                       |                      |                      |           |
| Nacionais                                          | Nacionais             | Nacionais             | Nacionais             | Nacionais             | Nacionais             | Nacionais             | Nacionais             | Nacionais             | Nacionais             | Estaduais            | Estaduais            | Estaduais |
| Campeonato Brasileiro                              | Campeonato Brasileiro | Campeonato Brasileiro | Campeonato Brasileiro | Campeonato Brasileiro | Campeonato Brasileiro | Campeonato Brasileiro | Campeonato Brasileiro | Campeonato Brasileiro | Campeonato Brasileiro | Campeonato Sergipano | Campeonato Sergipano |           |
| Ano                                                | Div.                  | Pos.                  | Pts                   | J                     | V                     | E                     | D                     | GP                    | GC                    | Div.                 | Pos.                 |           |
| 2021                                               | A2                    | Não classificado      | Não classificado      | Não classificado      | Não classificado      | Não classificado      | Não classificado      | Não classificado      | Não classificado      | Primeira Divisão     | 3º                   |           |
| 2022                                               | A3                    | Não classificado      | Não classificado      | Não classificado      | Não classificado      | Não classificado      | Não classificado      | Não classificado      | Não classificado      | Primeira Divisão     | A disputar           |           |

| Campeão Vice-campeão Eliminado nas semifinais | Campeão e promovido à divisão superior Vice-campeão e/ou promovido à divisão superior Rebaixado à divisão inferior | Classificado à fase de grupos da Copa Libertadores Classificado à fase preliminar da Copa Libertadores Classificado à Copa Sul-Americana |

| DESTAQUES          | DESTAQUES          |
| Competição         | Resultados         |
| ------------------ | ------------------ |
| Sergipano Feminino | 3º Colocado (2021) |

| Aumento | Promovido à divisão superior |
| Baixa   | Rebaixado à divisão inferior |

| Ano  | 2021 | 2022 |
| ---- | ---- | ---- |
| Pos. | 3º   | AD   |

| Competição | Competição         | Temporadas | Títulos | Pts. | J | V | E | D | GP | GC |
| ---------- | ------------------ | ---------- | ------- | ---- | - | - | - | - | -- | -- |
| Sergipe    | Sergipano Feminino | 1          | –       | 12   | 5 | 4 | 0 | 1 | 13 | 5  |

| Estadual          | Estadual | Estadual | Estadual |
| Competição        | Títulos  | Temporadas |          |
| ----------------- | -------- | --- | -------- |
| Sergipano de Remo | 39       | (1912, 1914, 1915, 1917, 1918, 1920, 1921, 1923, 1924, 1925, 1926, 1927, 1928, 1930, 1931, 1932, 1933, 1934, 1935, 1936, 1945, 1947, 1948, 1949, 1950, 1985, 1986, 2003, 2004, 2005, 2006, 2007, 2008, 2009, 2010, 2011, 2012, 2013, 2018) |          |
| Títulos oficiais  | 39       | 39 Estaduais |          |

| Ano  | 2021 | 2022 |
| ---- | ---- | ---- |
| Pos. | 3º   | AD   |

| Competição | Competição         | Temporadas | Títulos | Pts. | J | V | E | D | GP | GC |
| ---------- | ------------------ | ---------- | ------- | ---- | - | - | - | - | -- | -- |
| Sergipe    | Sergipano Feminino | 1          | –       | 12   | 5 | 4 | 0 | 1 | 13 | 5  |

| Estadual          | Estadual | Estadual | Estadual |
| Competição        | Títulos  | Temporadas |          |
| ----------------- | -------- | --- | -------- |
| Sergipano de Remo | 39       | (1912, 1914, 1915, 1917, 1918, 1920, 1921, 1923, 1924, 1925, 1926, 1927, 1928, 1930, 1931, 1932, 1933, 1934, 1935, 1936, 1945, 1947, 1948, 1949, 1950, 1985, 1986, 2003, 2004, 2005, 2006, 2007, 2008, 2009, 2010, 2011, 2012, 2013, 2018) |          |
| Títulos oficiais  | 39       | 39 Estaduais |          |